# Trat
Trat (in thailandese ตราด) è una città minore (thesaban mueang) della Thailandia di 9 746 abitanti (2020). Il territorio comunale occupa una parte del Distretto di Mueang Trat, che è il capoluogo della Provincia di Trat, nel gruppo regionale della Thailandia dell'Est.

## Geografia fisica

### Territorio
La città è situata 319 km di strada a sudest di Bangkok; il centro cittadino è a una dozzina di chilometri dalla costa nord orientale del Golfo di Thailandia, a circa 25-30 km dal confine cambogiano e il valico di frontiera si trova a 91 km di strada verso sud-sudest. Il territorio è pianeggiante e i rilievi più vicini sono i Monti dei Cardamomi, che segnano il confine con la Cambogia. La parte orientale della città è attraversata dall'omonimo fiume Trat

### Clima
Le temperature massime non subiscono grandi variazioni nel corso dell'anno, mentre sono più rilevanti le variazioni delle temperature minime. La temperatura media mensile massima è di 33,2° ad aprile, durante la stagione secca, con un picco di 38,2° registrato a marzo, mentre la media mensile minima è di 21,8° a gennaio, nella stagione fresca, con un picco di 15,8° a dicembre. La media massima mensile delle precipitazioni piovose è di 1940,4 mm in agosto, nella stagione delle piogge, con un picco giornaliero di 445,5 mm in luglio. La media minima mensile è di 21,3 mm in dicembre. La stagione fresca va da novembre a gennaio, quella secca da febbraio ad aprile e quella delle piogge da aprile a ottobre.

## Origini del nome
Si ritiene che il nome Trat derivi da krad, in thailandese กราด, un albero particolarmente diffuso in passato nella zona usato per fare scope.

## Storia
Attorno al 1600, Trat era un villaggio chiamato Bang Phra. Dopo la caduta del Regno di Ayutthaya nel 1767 per mano dei birmani, il generale Taksin raccolse truppe nella zona costiera dell'odierna Thailandia del Nordest e si spinse fino a Trat, dove il governo locale e la popolazione gli assicurarono truppe e rifornimenti. Vi erano inoltre diverse giunche di mercanti cinesi che si rifiutarono di riconoscere la sua autorità, Taksin li sottomise e con le loro giunche ingrossò notevolmente la propria flotta. La città contribuì in questo modo alla riunificazione del Siam da parte di Taksin, che nel 1768 fu incoronato sovrano del Regno di Thonburi.

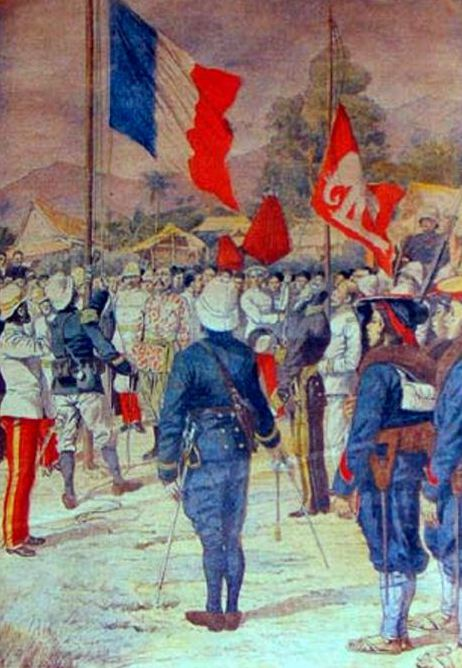
I francesi occupano Trat nel 1904

Durante il regno di re Rama V, verso la fine dell'Ottocento il Siam fu sconfitto nella guerra franco-siamese e dovette rinunciare a enormi territori in Laos e in Cambogia. I siamesi non rispettarono i termini stabiliti per ritirare le proprie truppe e i francesi occuparono Chanthaburi. Dopo qualche anno il Siam cedette la provincia di Trat all'Indocina francese in cambio del ritiro da Chanthaburi delle truppe di occupazione. Con il trattato del 23 marzo 1907, il governo siamese cedette ai francesi le province cambogiane di Siem Reap, Battambang e Sisophon e ottenne in cambio la restituzione di Trat e altri territori. Da allora gli abitanti di Trat festeggiano il 23 marzo come il giorno dell'indipendenza e, in ricordo di quell'evento, all'interno del municipio fu posta una statua di Rama V per ringraziarlo di aver riportato Trat nel Siam.
Nelle acque al largo di Trat, il 7 gennaio 1941 fu combattuta la battaglia di Koh Chang nel quadro della guerra franco-thailandese. I thai subirono le maggiori perdite con l'affondamento di tre navi militari ma riuscirono a respingere l'attacco francese, e il 17 marzo viene celebrato in città come il giorno dedicato alla Marina militare e ai marinai che sacrificarono le proprie vite per proteggere il Paese.